# Séptimo eclesiástico
Se llama séptimo eclesiástico a la facultad que se concedió al rey de España para vender y enajenar la séptima parte de los predios pertenecientes a las iglesias.
Para atender a las obligaciones del erario español, el papa Pio VII, por su breve dado en Roma a 12 de diciembre de 1806, publicado en la real cédula de 21 de febrero de 1807, concedió al rey el séptimo eclesiástico comprendiendo los predios de las iglesias, monasterios, conventos, comunidades, fundaciones y a otras cualesquiera personas eclesiásticas, inclusos los bienes patrimoniales de las cuatro órdenes militares y de la de San Juan de Jerusalén. Se recompensaba a los interesados con lo que les hubiere producido en un quinquenio y se aplicaban los productos de la gracia a la extinción de los vales reales y al socorro de las urgentísimas necesidades de la monarquía. Solo se estableció la excepción de los asignados por congrua de los párrocos.
La insurrección sobrevenida el año 1808 impidió llevar a efecto este arbitrio pingüe, habiéndose quedado casi en las primeras diligencias de su ejecución.